# ‘Aẕodīyeh
‘Aẕodīyeh (persiska: عضديه, قَلعِۀ عَزُديِّه, قَلعِه شِيخ, اَزُديِّه) är en ort i Iran.   Den ligger i provinsen Markazi, i den centrala delen av landet, 280 km sydväst om huvudstaden Teheran. ‘Aẕodīyeh ligger 2 114 meter över havet och antalet invånare är 400.
Terrängen runt ‘Aẕodīyeh är kuperad åt sydväst, men åt nordost är den bergig.Runt ‘Aẕodīyeh är det ganska glesbefolkat, med 48 invånare per kvadratkilometer. Närmaste större samhälle är Bāzneh, 14,1 km öster om ‘Aẕodīyeh. Trakten runt ‘Aẕodīyeh består i huvudsak av gräsmarker.